# Haven van Rhenen

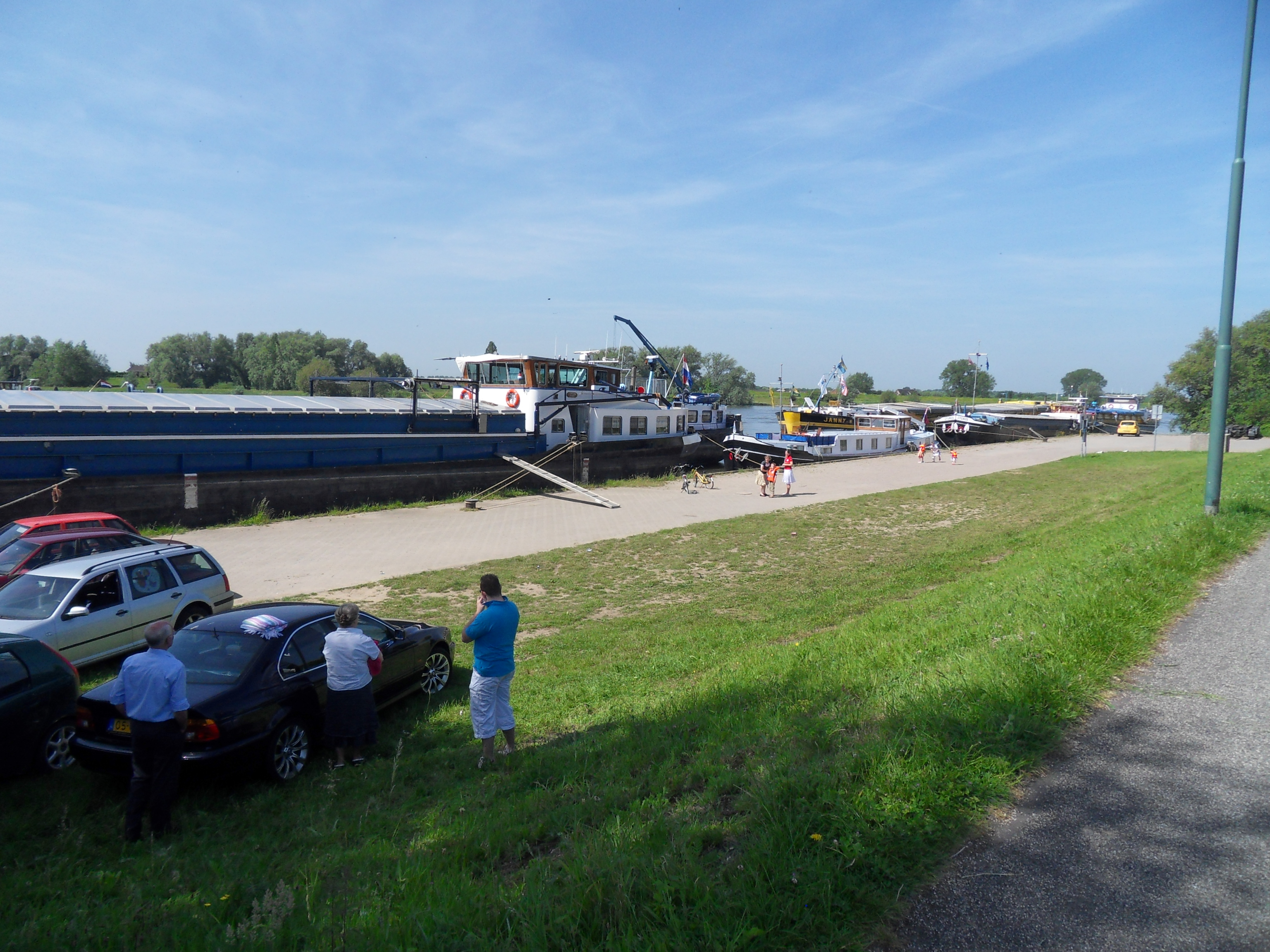
Haven van Rhenen met een aantal schepen aangelegd.

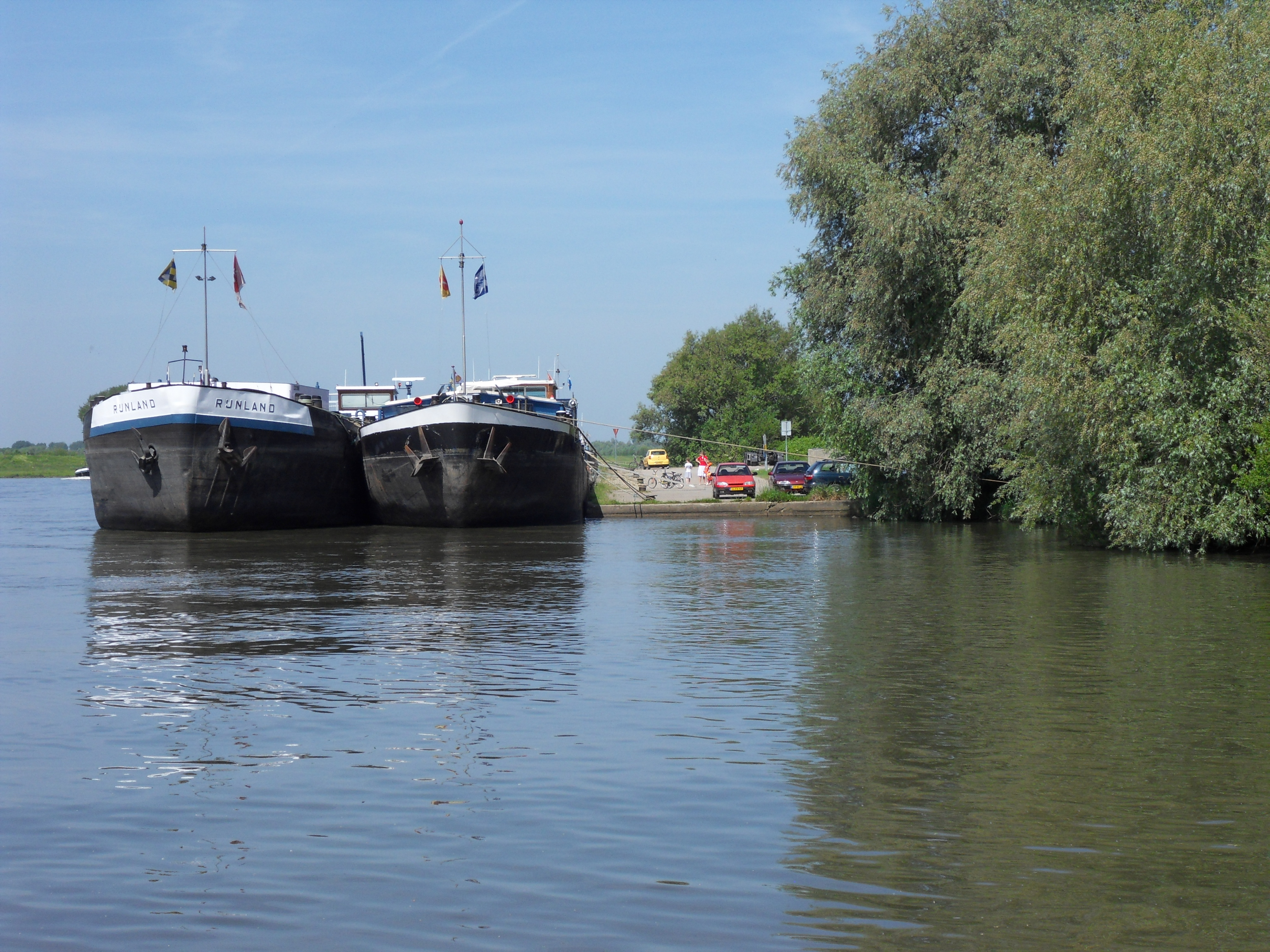
Dezelfde haven van de zijkant gezien.

De haven van Rhenen is een ligplaats voor binnenvaartschepen in Rhenen. Deze kleine haven ligt aan de Rijnkade en vlak bij het natuurgebied De Blauwe Kamer. De haven wordt ook wel de loswal genoemd.
Tevens ligt er een aanlegsteiger aan het Veerplein. Deze aanleggelegenheid is bedoeld voor passanten (geen echte jachthaven, met ongeveer 30 ligplaatsen). 